# Новиград (Истрия)
Новигра́д (хорв. Novigrad, итал. Cittànova d'Istria) — город в Хорватии, на западном побережье полуострова Истрия в Адриатическом море между городами Умаг и Пореч. Границы муниципального образования Новиград простираются от села Daila (на севере) до устья реки Мирна (на юге). В состав муниципалитета входит 5 сёл: Антенал (хорв. Antenal), Бужиния (хорв. Bužinija), Дайла (хорв. Dajla), Мареда (хорв. Mareda) и Новиград (хорв. Novigrad).

## Общие сведения
О том, что район, занимаемый ныне городом, был заселен ещё в древние века, свидетельствуют многочисленные памятники истории и объекты, найденные во время археологических исследований. Первое упоминание о городе под именем Неаполис (хорв. Neapolis) относится к VII в. н. э. Позднее, в летописях IX в. н. э. он упомянут как Цивитас Нова (хорв. Civitas Nova), в церковных летописях, а также XII в. н. э. как Emona, Emonia, Aemonia. C V/VI вв. до 1831 года территории входили единое епископство, протянувшееся на север до реки Драгоня и к востоку до реки Мирна.
Новиград, расположенный на небольшом полуострове и обладающий плодородными землями, часто находился на перекрестке исторических событий, что нашло своё отражение в памятниках архитектуры. Византийский период своей истории Новиград пережил в VI—VII вв., в VIII—IX город находился в составе Франконии, в X—XII — в составе Германии. Господство Венецианской республики Новиград пережил в 1270—1797 гг., в 1805—1813 гг. — находился под властью Наполеона, с 1814 по 1918 год — город входил в Австро-Венгерию, а с 1918 по 1943 гг. управлялся итальянской администрацией.
В настоящее время культурное наследие, оставленное разными эпохами, окончательно не исследовано, но в будущем послужит богатым источником знаний для потомков.

## Население
По данным переписи населения 2011 года, в черте муниципального образования Новиград, состоящего из 5 поселений, проживало 4345 жителей. Национальный состав жителей разделился следующим образом: хорваты — 66,4 % от общей численности населения, итальянцы — 10,2 %, албанцы — 3,4 %, сербы — 2,8 %, словенцы — 2,1 %.

## Образование
Из образовательных учреждений в городе находится только начальная школа, расположенная при въезде в центр города. Среднее образование жителям приходится получать в основном в соседних городах Буйе и Порече. Часть учащихся посещает учебные учреждение в Пуле, Пазине и Риеке.

## Экономика
В прошлом Новиград был известен как рыбацкий городок. Бурное экономическое развитие в 60-х годах XX века приводит местное население к работе в текстильной промышленности и сельском хозяйстве (преимущественно на виноградниках и сборе оливок). В 70-е годы, в связи с развитием туризма, жители города начинают работать в гостиничном и ресторанном бизнесе. Сегодня наиболее важными сферами экономики Новиграда остаются рыбная ловля, текстильная промышленность и сельское хозяйство.

## Достопримечательности
- Приходская церковь Св. Пелагия и Св. Максима — храм, построенный в момент создания Новиградской епархии (V—VI вв.), до 1831 года являлся Кафедральным собором. За время своего существования восстанавливался в 1408, 1580, 1746 и 1775 годах. В Средние века интерьер храма был дополнен фресками, свидетельство чему можно до сих пор наблюдать на южной стороне алтаря. С 1935 года внешний облик здания не претерпевал изменений.
- Колокольня — колокольня, расположенная непосредственно у приходской церкви Св. Пелагия и Св. Максима, была построена в 1883 году. На вершине пирамиды, венчающей строение, находится покрытая бронзой деревянная статуя покровителя города, Св. Пелагия, созданная в 1913 году.
- Городские стены, напоминающие по своей архитектуре стены Московского Кремля, были построены в середине XIII века и восстанавливались в разные периоды времени.
- Церковь Св. Агата находится на старом городском кладбище и является примером романской религиозной архитектуры. Здание интересно своей архитектурой, поскольку три его нефа находятся под общей двускатной крышей. В строении заметны символы региональной религиозной архитектуры раннего Средневековья, интерьер храма дополнен двумя статуями позднего барокко и живописью с изображением Св. Агата. Церковь подвергалась восстановительным работам в 1993—1955 годах.
- Церковь Св. Антона — одна из немногих сельских средневековых церквей в окрестностях Новиграда, сохранившихся до наших дней. Здание храма примечательно своим нефом, построенным в готический период и восстановленным в XVII веке. В середине XIX века святилище было расширено двумя боковыми окнами.